# ياب كيرستن
ياب كيرستن (بالهولندية: Jaap Kersten)‏ هو دراج هولندي، ولد في 10 نوفمبر 1934 في Siebengewald ‏ في هولندا.

## وصلات خارجية
- ياب كيرستن على موقع أرشيف الدراجات (الإنجليزية)
- ياب كيرستن على موقع إحصائيات الدراجات الإحترافية (الإنجليزية)